# Boombox Cartel
Boombox Cartel es un DJ y productor musical de la ciudad de Los Ángeles, Estados Unidos, cuyo equipo está compuesto por el productor Américo García (Laredo, Texas) y su socio escritor, Jorge Medina (Monterrey, México).

## Historia
Américo García y su compañero de escritura, Jorge Medina, se conocieron mientras estaban en la escuela secundaria en Monterrey, México. Después de graduarse, los dos se mudaron a St. Paul, Minnesota, para estudiar Ingeniería de audio y Producción musical en el ahora desaparecido McNally Smith College of Music. Después de un breve período en Minnesota, se mudaron a Los Ángeles, California, para continuar con sus carreras musicales.
Recién llegados a Los Ángeles, inspirados por la gran diversidad y las influencias multiculturales de las ciudades, Américo y Jorge lanzaron por sí mismos su canción revelación, «B2U» con Ian Everson en 2015. La canción atrajo inmediatamente la atención de artistas notables como Skrillex, Diplo y Martin Garrix.
Boombox Cartel finalmente firmó con el sello discográfico de Diplo, Mad Decent, en 2016 y continuó desarrollando su producción y su progresión sónica que se exhibió por completo en el EP debut Cartel en abril de 2017.

## Discografía

### EPs
- 2017: Cartel
- 2017: Cartel (Remixes)
- 2018: NBD (Remixes)
- 2019: NEW WIP (Remixes)
- 2021: Cartel II [8]

### Álbum sencillos
- 2021: Shadow (feat. Calivania)
- 2021: Reaper (feat. JID)

### Sencillos
| Año  | Título                            | Álbum                    | Sello discográfico |
| ---- | --------------------------------- | ------------------------ | ------------------ |
| 2015 | «Scream»                          | s/a                      | Autónomo           |
| 2015 | «Spaceless»                       | s/a                      | Autónomo           |
| 2015 | «Virus»                           | s/a                      | Autónomo           |
| 2015 | «Hardcut»                         | s/a                      | Autónomo           |
| 2015 | «Where's My Money»                | s/a                      | Autónomo           |
| 2015 | «B2U» (feat. Ian Everson)         | s/a                      | Autónomo           |
| 2015 | «Aftershock»                      | s/a                      | Mad Decent         |
| 2016 | «Dancing With Fire»               | s/a                      | Autónomo           |
| 2016 | «Flip»                            | s/a                      | Autónomo           |
| 2016 | «Colors» (feat. Grabbitz)         | s/a                      | Spinnin' Records   |
| 2016 | «Supernatural» (feat. Anjulie)    | s/a                      | Mad Decent         |
| 2016 | «Aftershock» (Boombox Cartel VIP) | s/a                      | Autónomo           |
| 2017 | «Alamo»                           | Cartel                   | Mad Decent         |
| 2018 | «Whisper»                         | s/a                      | Mad Decent         |
| 2018 | «Moon Love»                       | s/a                      | Mad Decent         |
| 2018 | «NBD»                             | NBD (Remixes)            | Autónomo           |
| 2018 | «People I Know»                   | s/a                      | Autónomo           |
| 2018 | «ID»                              | s/a                      | Mad Decent         |
| 2019 | «Nothing To Hide»                 | s/a                      | Autónomo           |
| 2019 | «NEW WIP»                         | NEW WIP (Remixes)        | Mad Decent         |
| 2019 | «Drip»                            | s/a                      | Mad Decent         |
| 2019 | «All I Want»                      | s/a                      | Autónomo           |
| 2019 | «Remember»                        | s/a                      | Autónomo           |
| 2020 | «Máquina»                         | s/a                      | Autónomo           |
| 2020 | «All Again»                       | s/a                      | Dim Mak Records    |
| 2021 | «Shadow» (feat. Calivania)        | Shadow (feat. Calivania) | Monta              |
| 2021 | «Reaper» (feat. JID)              | Reaper (feat. JID)       | Autónomo           |
| 2022 | «Heart Of Stone» (feat. Nevve)    | s/a                      | Autónomo           |